# Chien de garenne des Canaries
Pour les articles homonymes, voir Chien de garenne.
Le chien de garenne des Canaries ou podenco canario est une race de chien originaire des îles Canaries. La Fédération cynologique internationale le répertorie dans le groupe 5, section 7, standard no 329.
Ce chien chasse le lapin dans des terrains difficiles grâce à son ouïe, sa vue et son flair.

## Historique
Le chien de garenne des Canaries est présent sur toutes les îles, et notamment sur l'île de la Grande Canarie et sur l'île de Tenerife. La race est d'origine égyptienne et a peut-être été importée aux îles Canaries durant l'Antiquité par les Amazighs, peuple autochtone d'Afrique du nord. Plusieurs gravures, statues ou bas-reliefs égyptiens représenteraient le chien de garenne des Canaries selon le standard de la race.

## Standards

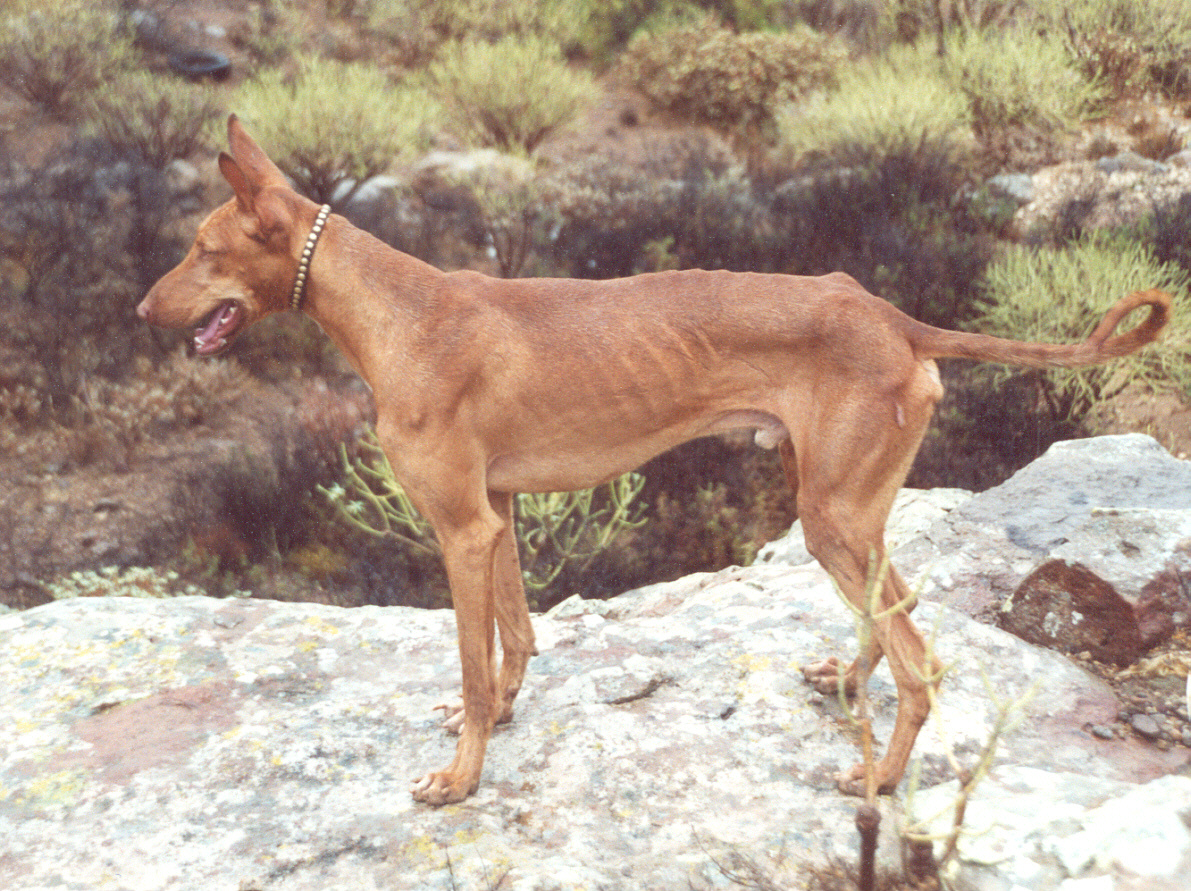
Podenco canario (mâle).

C'est un chien de taille moyenne, longiligne, élancé, léger et extrêmement résistant. Le squelette est bien développé. La musculature est très développée, sèche. L'absence de couche de graisse permet de discerner le gril costal, la colonne vertébrale et les os de la hanche. La tête est allongée, en forme de cône tronqué. Les yeux de petite taille sont obliques, en forme d'amande. La couleur est ambre plus ou moins foncée en accord avec la couleur de la robe. Les oreilles sont assez grandes, triangulaires. La queue apparaît comme un prolongement de la croupe. Elle est portée pendante, ou levée en forme de faucille, jamais enroulée. Le bout est un peu effilé et habituellement blanc.
Le poil est lisse, court et serré de préférence rouge et blanc, le rouge pouvant être plus ou moins intense, allant de l'orange au rouge foncé (acajou).

## Caractère
Le chien de garenne de Canaries est décrit comme courageux, nerveux, agité et extrêmement dynamique par le standard de la race. Il est très attaché à son maître et doté d'une excellente endurance.

## Utilité

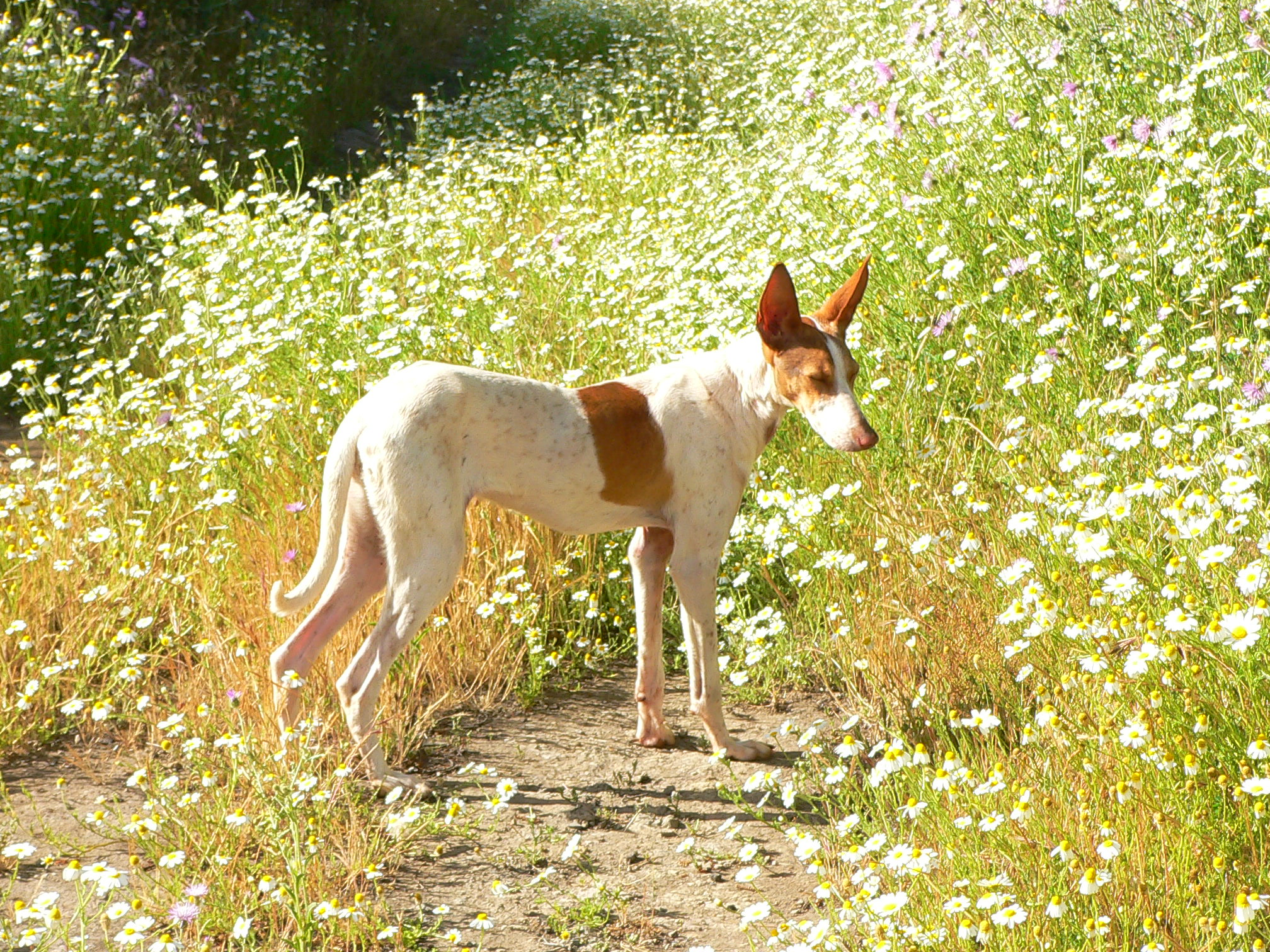
Podenco canario (femelle).

Le chien de garenne des Canaries est un chien de chasse spécialisé dans le lapin. La race est adaptée aux terrains des îles Canaries. Il supporte aisément les températures élevées et est extrêmement endurant, décrit comme pouvant chasser du lever du soleil jusqu'à la tombée de la nuit. Il s'agit d'un chien pisteur qui ne doit ni aboyer, ni attraper le gibier pendant son travail au flair. Le chien de garenne des Canaries est également utilisé en chasse, combiné avec le furet.